# كليفورد هاريس
كليفورد هاريس (1907 - 1970) (بالإنجليزية: Clifford Harris)‏ هو لاعب كريكت نيوزلندي.